# 三菱Lancer Cargo
三菱Lancer Cargo（日语：三菱・ランサーカーゴ）乃日本三菱汽車公司於2003年至2019年間製造發售的五人座次緊湊型旅行車，本條目一併記述1973年至1992年之間發行三菱Lancer Van。

## 三菱Lancer Van

### 第一代A71V/A72V系（1973年－1985年）
1973年 - 9月隨著第一代Lancer部分改良而正式發售，動力來源區分成1.2L直列四缸OHV 4G42型、1.4L直列四缸OHV 4G41型等二種引擎，其餘機械結構則與二、四門車型並無二致。
1976年 - 11月實施小改款，隨著車頭進氣壩改變設計，車頭兩側的方向燈由橫向改成縱向，引擎改成較新式的1.2L直列四缸SOHC G11B型、1.4L直列四缸SOHC G12B型等二種。
1982年 - 雖然改朝換代的第二代Lancer在1979年3月上市，但第一代Lancer Van依然持續販賣。1982年2月因引擎符合昭和56年汽車廢氣排放標準，進氣壩多了「MMC」銘牌。
1985年 - 2月正式停產。

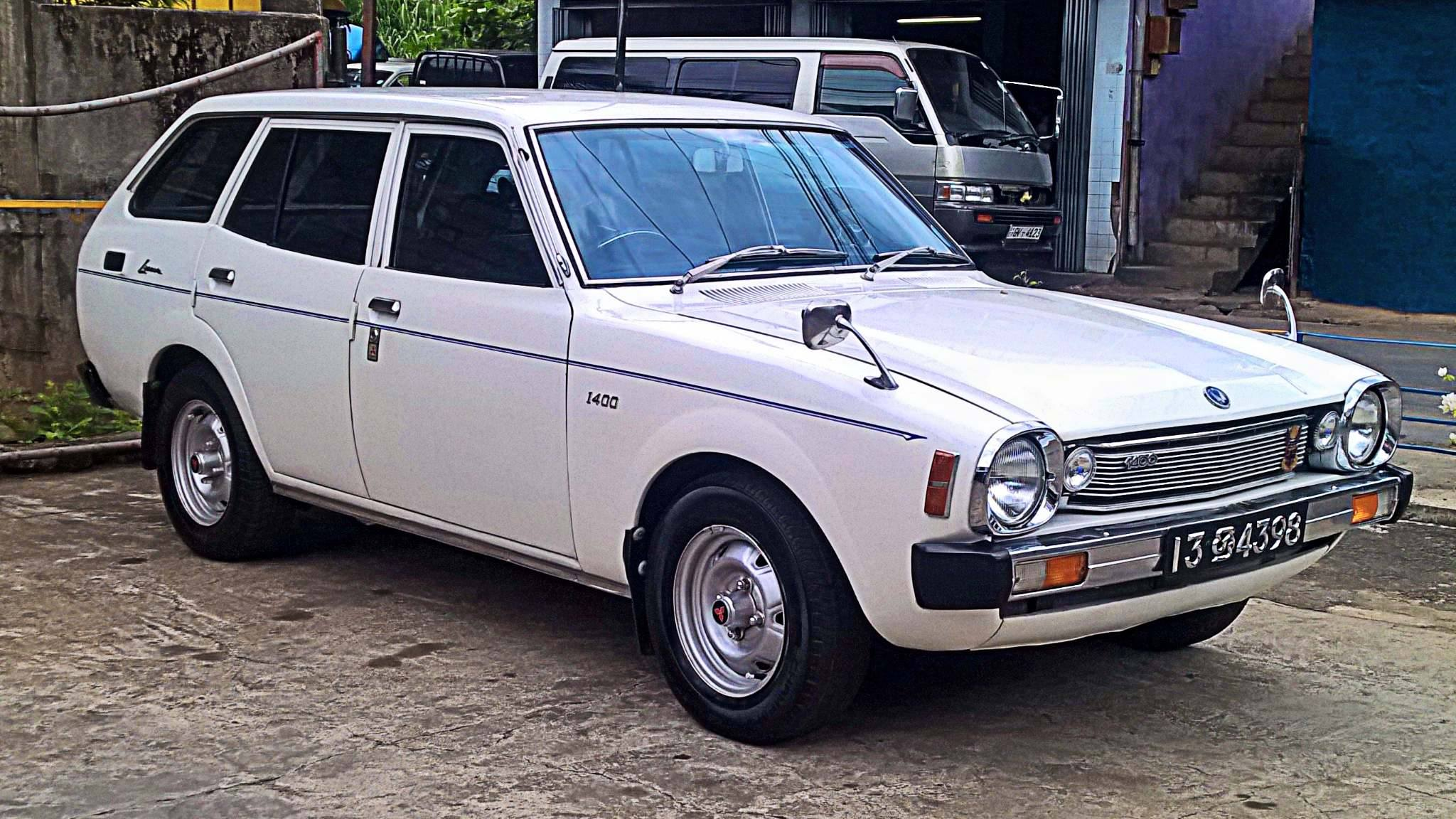
後期型車頭
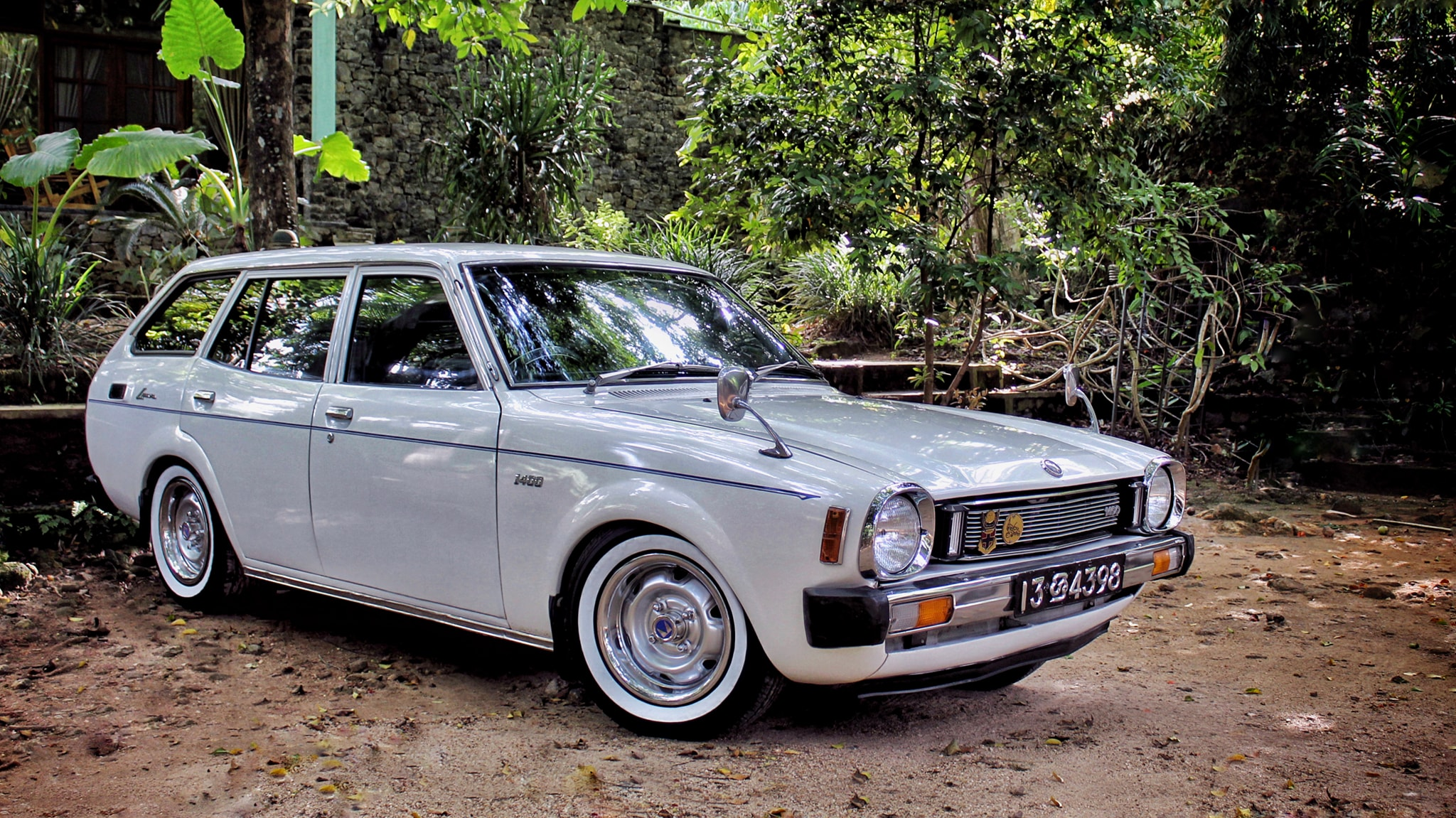

### 第二代C32V/C34V系（1985年－1992年）
1985年 - 2月大改款的第二代Lancer Van問世，和第一代Lancer Wagon最大的差異在於左右後照鏡及方向燈位於車頭大燈附近，後者則是放在A柱下方。Lancer Van的格柵進氣壩向前傾斜，故雙邊的頭燈出現凹陷的框緣。第一代Lancer Wagon、Mirage Cargo、Mirage Van等兄弟車也在同一時間上市。
1986年 - 8月進行小改款，變更進氣壩與雙側方向燈的設計，並將三菱的標誌置於進氣壩中央，汽油引擎引進龍捲風引擎技術，另新增全時4WD車型。
1989年 - 10月再度實施小改款，改變進氣壩的造型。
1992年 - 隨著三菱Libero的發表而於5月正式停產。

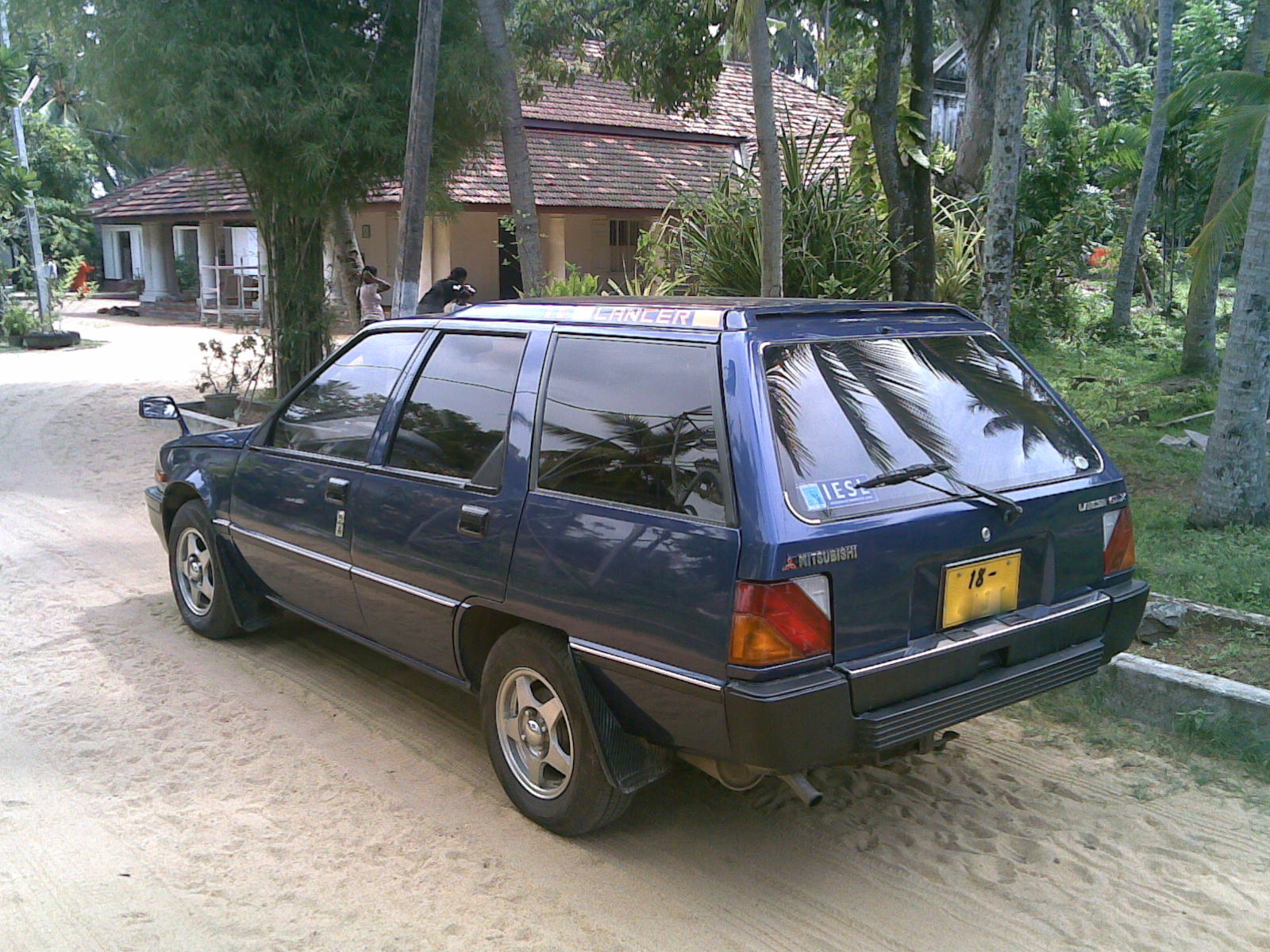
車尾

## 概要與歷史

### 第一代（2003年－2008年）
2003年 - 1月6日作為三菱Libero Cargo的後繼車款而上市，以Lancer Cedia Wagon為基礎而開發，車頭大燈同為雙燈式設計，但車尾門開口比Lancer Cedia Wagon，這是因為考量到堆疊貨物的方便性。動力來源為一具1.5L直列四缸SOHC 4G15型引擎，FF車型搭配五速手排或CVT無段自動變速器，4WD車型則配合四速自動排檔。同年12月1日進行部分改良，將車門中控鎖等列入標準配備。
2005年 - 1月11日實施部分改良，全車系符合平成17年汽車廢氣排放標準；同年12月1日在車尾門頂部新設第三煞車燈。

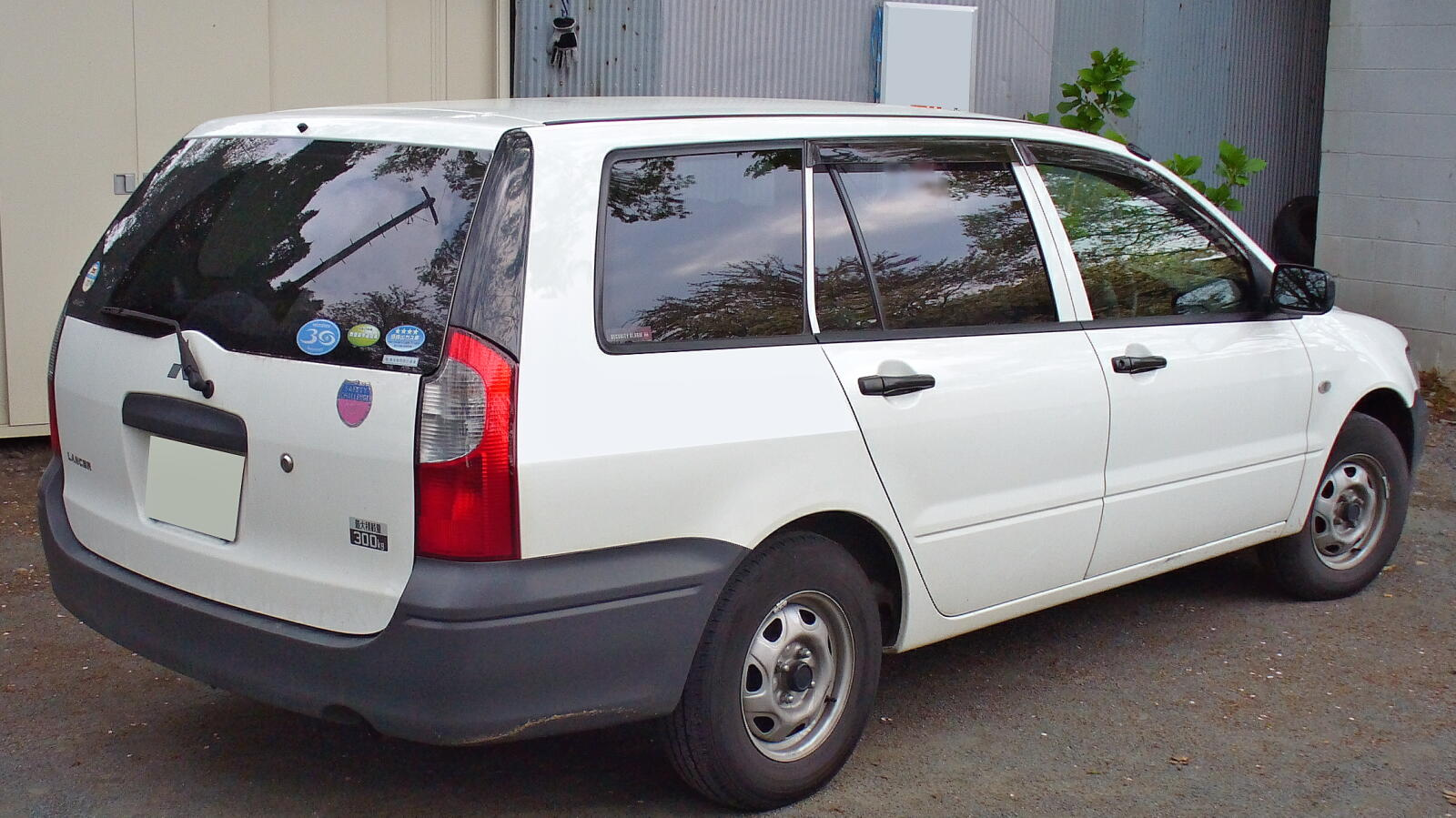
車尾

### 第二代（2008年－2019年）
2007年 - 由於2005年6月8日原廠曾以三菱eK貼牌生產成日產Otii，雙方長年以來存在著合作關係，於是2007年4月3日原廠宣布將委託日產汽車以第四代日產AD / AD Expert換牌成第二代Lancer Cargo。這意味著除了輕型商用車之外，三菱汽車不再於日本國內自行生產緊湊型及次緊湊型商用車。另外，第九代馬自達Familia Van也是以日產AD換牌而成，故同為兄弟車。
2008年 - 12月24日大改款的第二代Lancer Cargo正式發售，2WD車型可選擇1.2L直列四缸DOHC CR12DE型（最大馬力90hp / 5,600rpm、最大扭力12.3kg·m / 4,000rpm）、1.5L直列四缸DOHC HR15DE型（最大馬力109hp / 6,000rpm、最大扭力15.1kg·m / 4,400rpm）、1.8L直列四缸DOHC MR18DE型（最大馬力124hp / 5,200rpm、最大扭力17.6kg·m / 4,800rpm）等三種排氣量的引擎，4WD車型則僅有1.6L直列四缸DOHC HR16DE型（最大馬力109hp / 6,000rpm、最大扭力15.3kg·m / 4,400rpm）引擎；全車系均使用四速自動排檔變速箱。標準配備有ABS防鎖死煞車系統、EBD電子制動力分配系統、駕駛座安全氣囊等，助手席安全氣囊可以加價選購。
2010年 - 9月9日進行部分改良，將助手席安全氣囊、電源插座、車頂握把等列入標準配備。
2012年 - 因應同年7月實行安全法規新制，除了15G、16G、18G等車型之外，其餘車型的前座頭枕加高，並調整車輛基本售價。
2013年 - 6月3日將15S、15M、15G等三種車型改換成CVT無段自動變速器，變換儀表板設計，內裝變更成黑色，同時停售1.2L、1.8L兩種引擎的車型。
2017年 - 2月9日實施小改款，除了15S、16S兩種車型外，全車系其餘車型將緊急煞車功能、LDW車道偏離警示、VDC車輛動態控制等納入標準配備。變更進氣壩及前保桿的外型設計，內裝方面擴大手套箱及儲物空間的容量。15G、16G等二種車型將抗UV紫外線的深色車窗列入標準配備，並調整後排座椅的椅面。
2019年 - 4月正式停售，換言之三菱汽車正式退出日本的小型商用車市場。

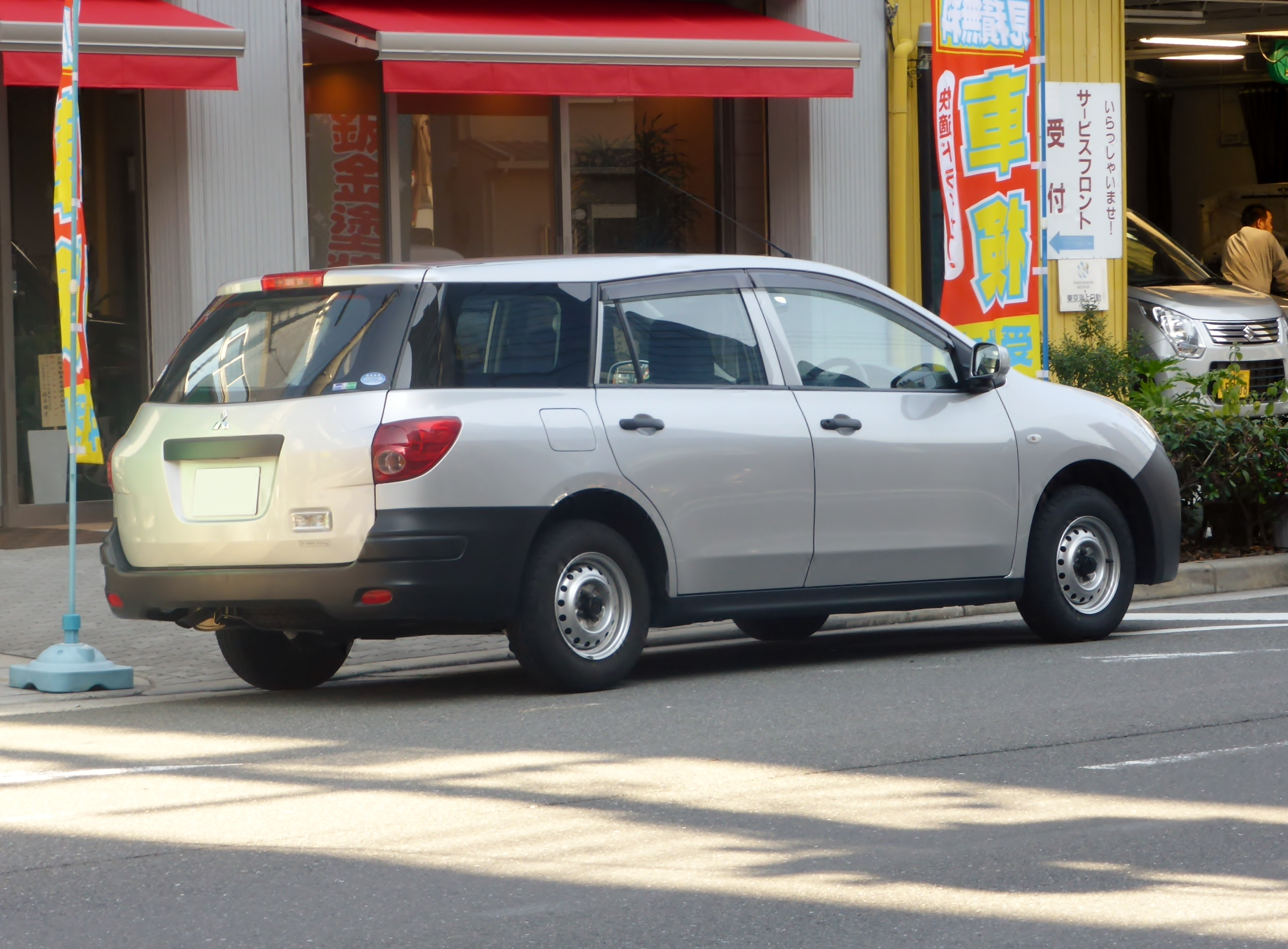
前期型車尾
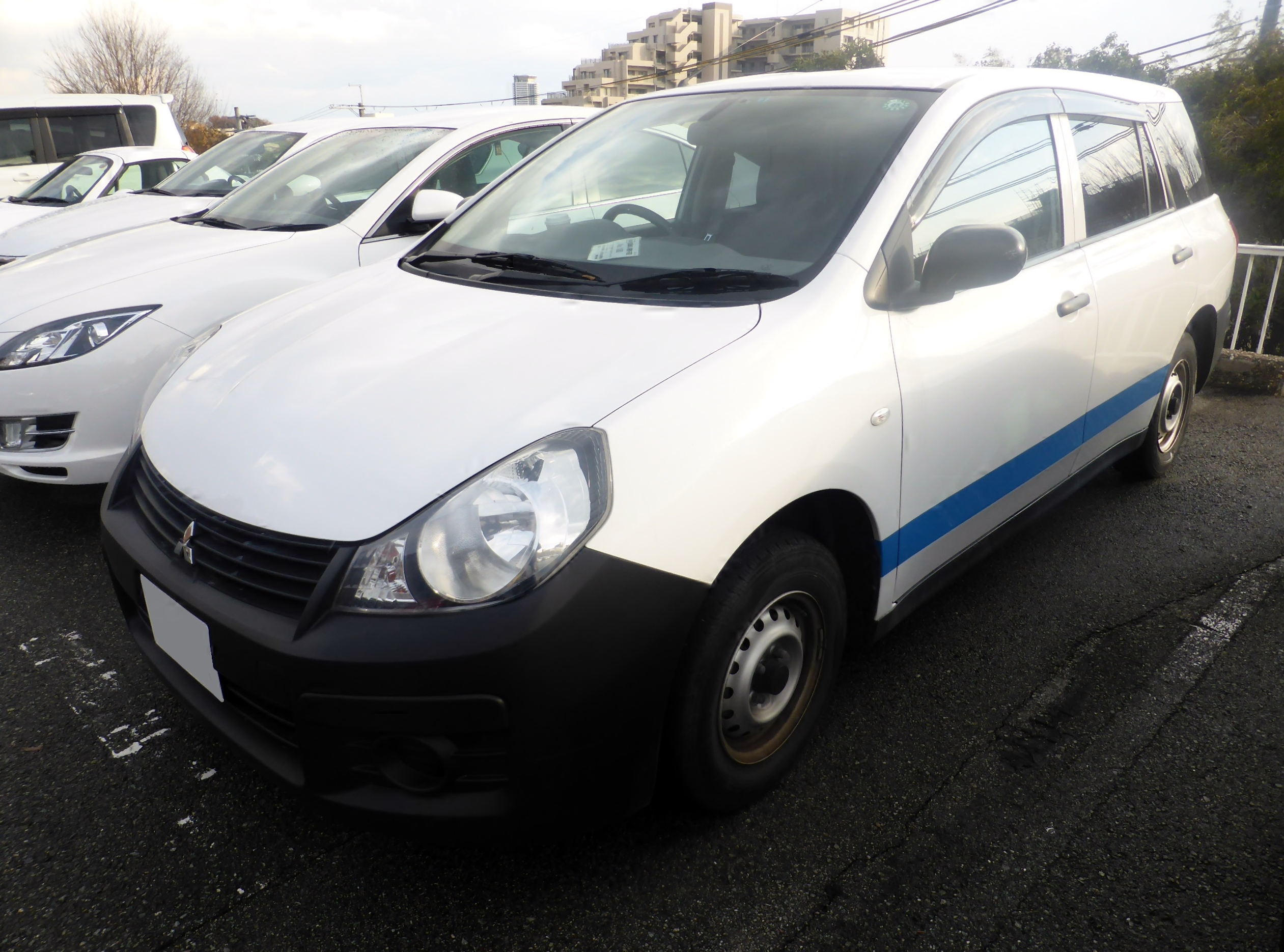
前期型車頭
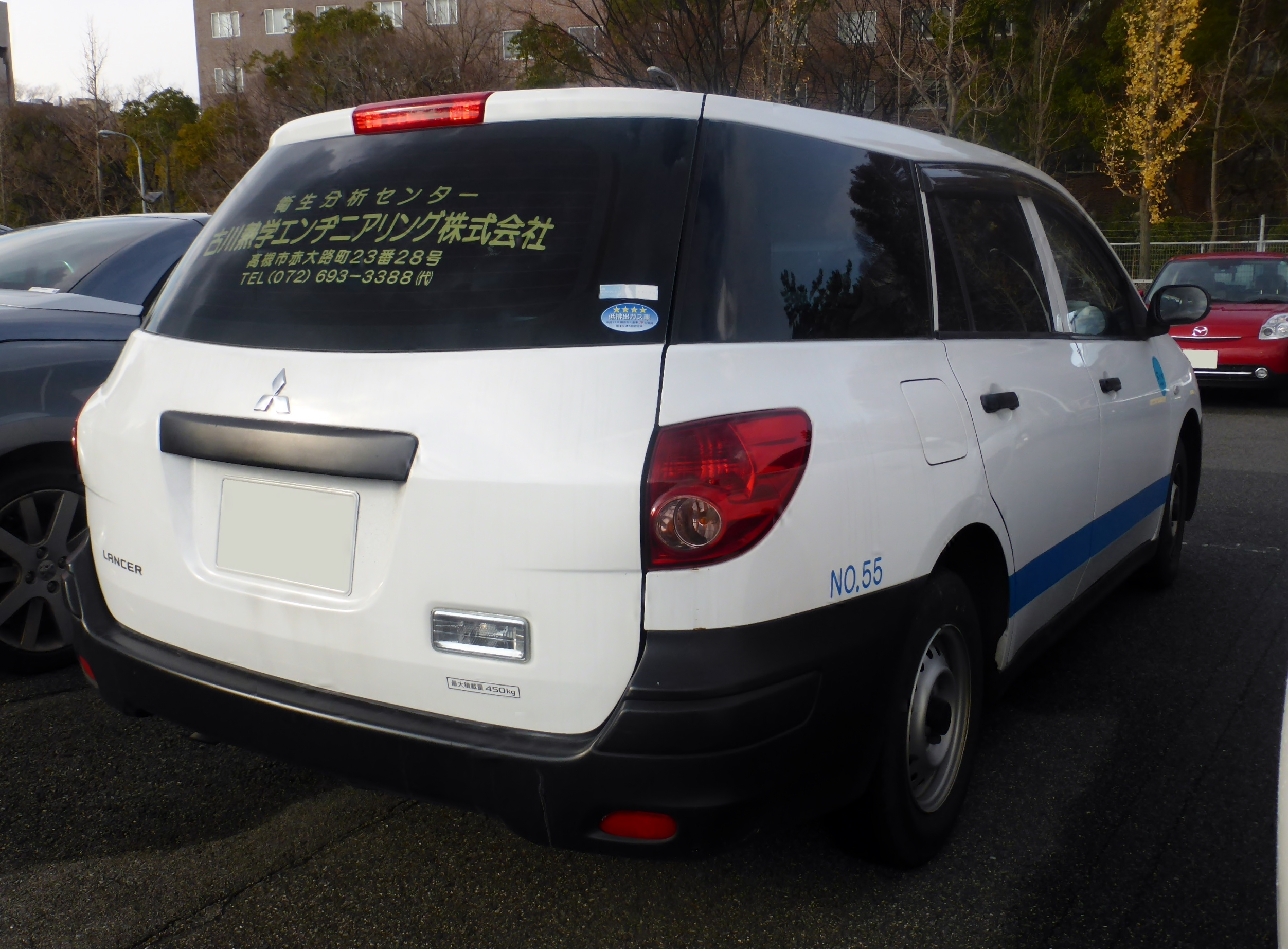
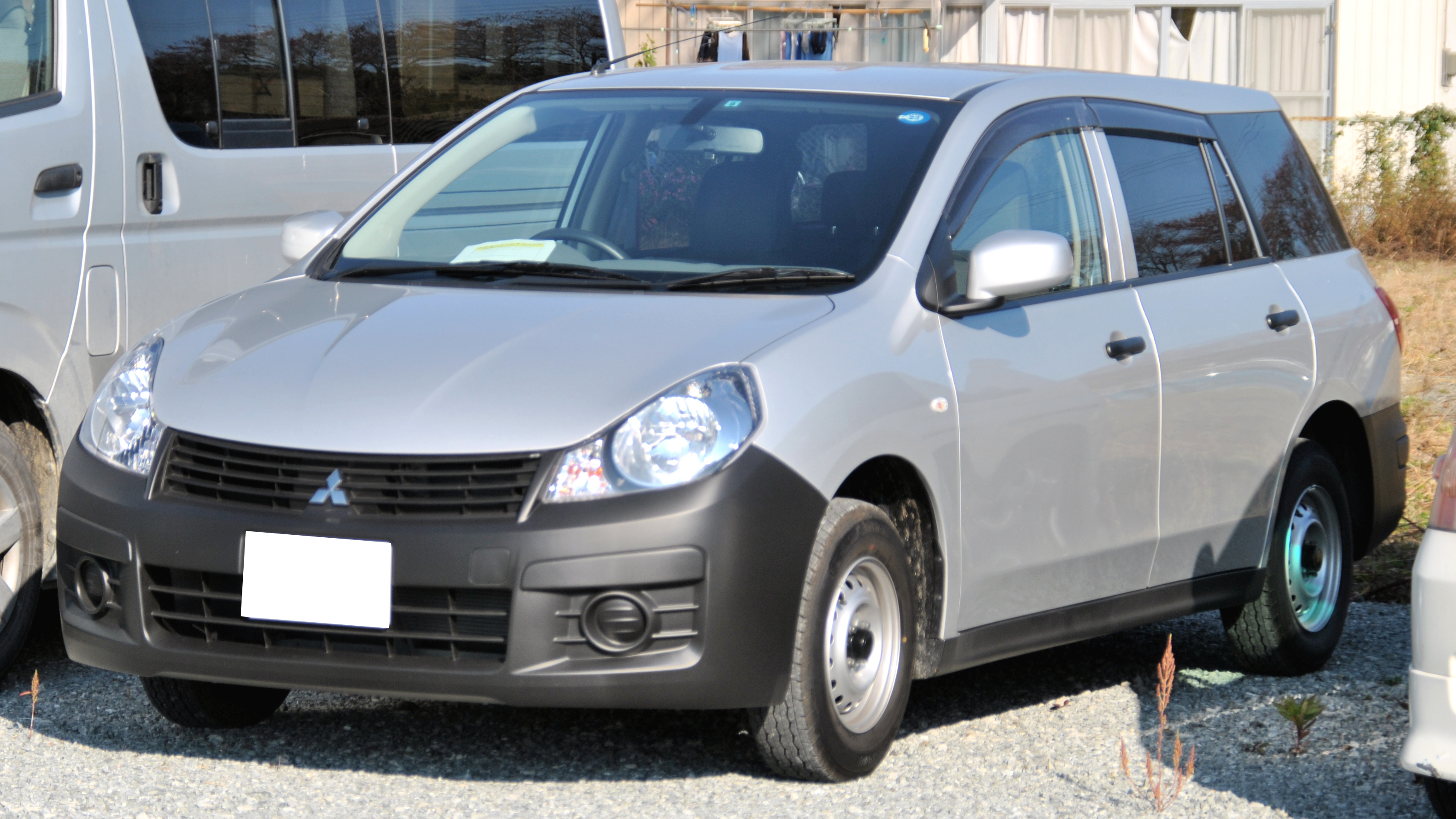
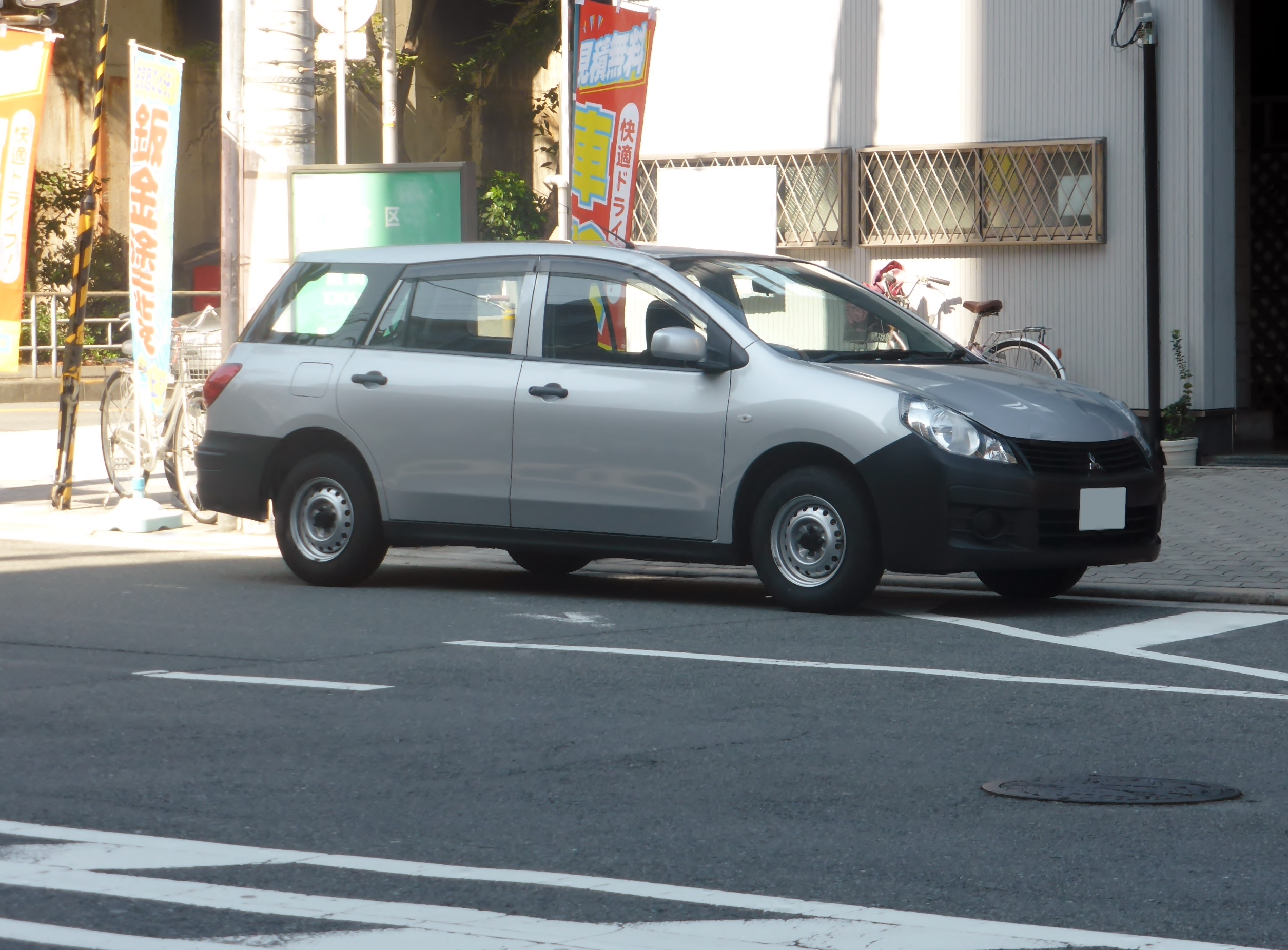

## 內部連結
- 三菱Lancer
- 三菱Lancer Wagon
- 三菱Libero
- 日產AD（日语：日産・AD）

## 外部連結
- （日語）ランサーバン | 三菱 - 商用バンだけど快適装備も充実してレジャーユースもアピール【旧車】 （页面存档备份，存于）
- （日語）２代目三菱ランサーバン （页面存档备份，存于）
- （日語）保存版・ 珍車PART296 （页面存档备份，存于）
- （日語）Car Watch: 三菱、商用ワゴン「ランサーカーゴ」をフルモデルチェンジ （页面存档备份，存于）